# Pieszkowo
Pieszkowo (deutsch Petershagen) ist ein Dorf in der polnischen Woiwodschaft Ermland-Masuren. Es gehört zur Landgemeinde Górowo Iławeckie (Landsberg) im Powiat Bartoszycki (Kreis Bartenstein), bis 1945 zum Kreis Preußisch Eylau in Ostpreußen.

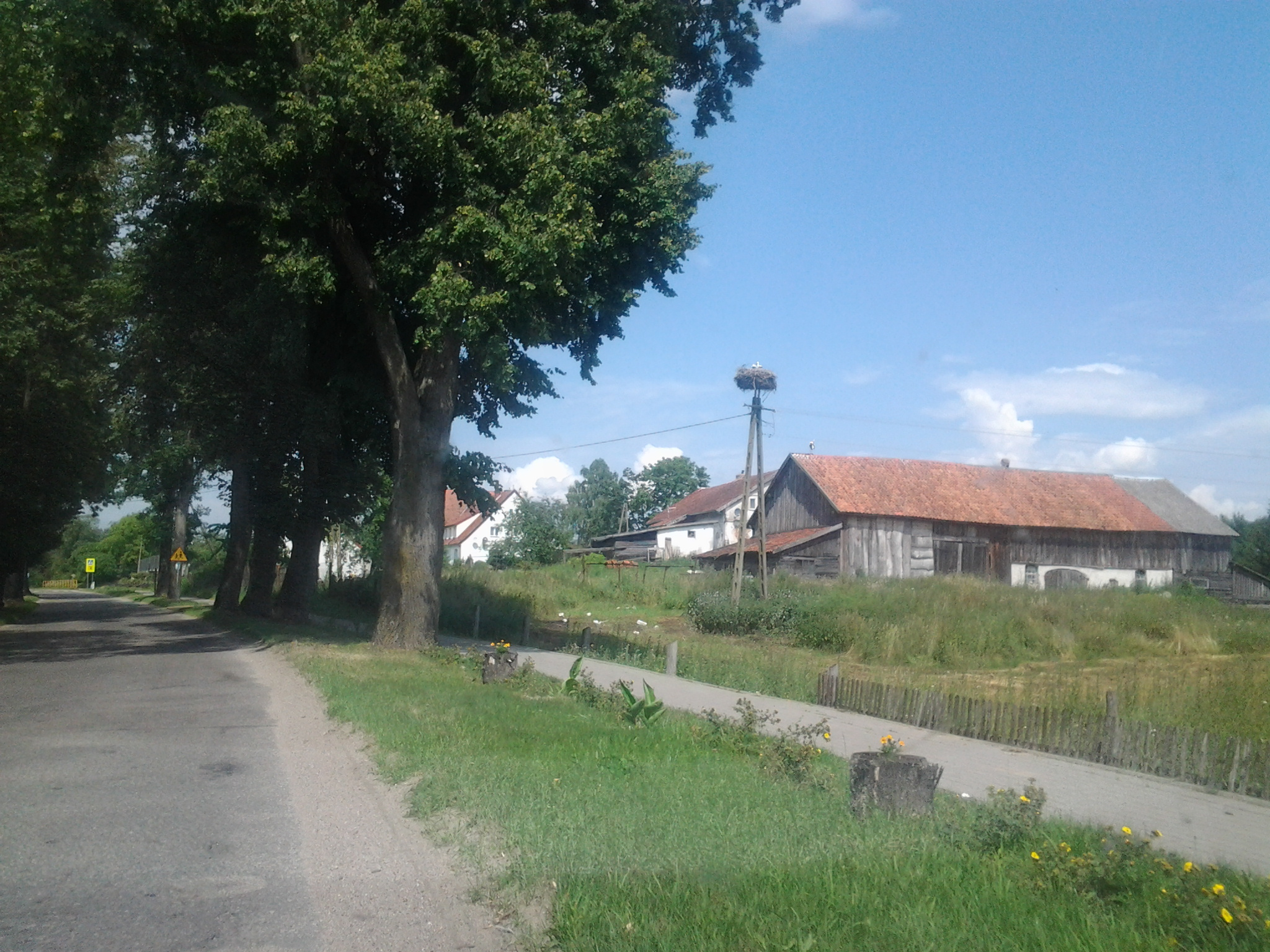
Dorfstraße mit Storchennest in Pieszkowo

## Geographische Lage
Pieszkowo liegt im Nordwesten der Woiwodschaft Ermland-Masuren, 22 Kilometer südwestlich der heute auf russischem Hoheitsgebiet gelegenen früheren Kreisstadt Preußisch Eylau (russisch Bagrationowsk) bzw. 21 Kilometer südwestlich der jetzigen Kreismetropole Bartoszyce (deutsch Bartenstein).

## Geschichte
Es war Heinrich von der Mauer, der Komtur von Balga und Vogt von Natangen, der am 25. April 1336 in einem damals dichten Waldgebiet das Dorf Peterßhagen (nach 1595 Petershagen) gründete. Der Text der Handfeste ist bis heute erhalten.
1467 wurde das Dorf einem Heinrich Grissel verschrieben, 1612 kam es in den Besitz der Familie von Tettau.
Als 1874 der im ostpreußischen Kreis Preußisch Eylau und Regierungsbezirk Königsberg der Amtsbezirk Nerfken (polnisch Nerwiki) errichtet wurde, wurde Petershagen eingegliedert. Das Dorf zählte 1910 442 Einwohner. Am 9. April 1924 kamen die gemeindefreien Grundstücke Nerfker Wald und Workeimer Wald zu Petershagen, und am 30. September 1928 wurde der Gutsbezirk Dittchenhöfen (polnisch Trojaczek) nach Petershagen eingemeindet.
Die Zahl der Einwohner der Gemeinde Petershagen belief sich im Jahre 1933 auf 424 und im Jahre 1939 auf 423.
Truppen der Roten Armee nahmen Petershagen am 1. Februar 1945 ein. In Kriegsfolge kam das gesamte südliche Ostpreußen noch im gleichen Jahr zu Polen. Petershagen erhielt die polnische Namensform „Pieszkowo“ und ist heute eine Ortschaft im Verbund der Gmina Górowo Iławeckie (Landgemeinde Landsberg) im Powiat Bartoszycki (Kreis Bartenstein), von 1975 bis 1998 der Woiwodschaft Olsztyn, seither der Woiwodschaft Ermland-Masuren zugehörig. Pieszkowo zählte 2021 307 Einwohner.

## Religion

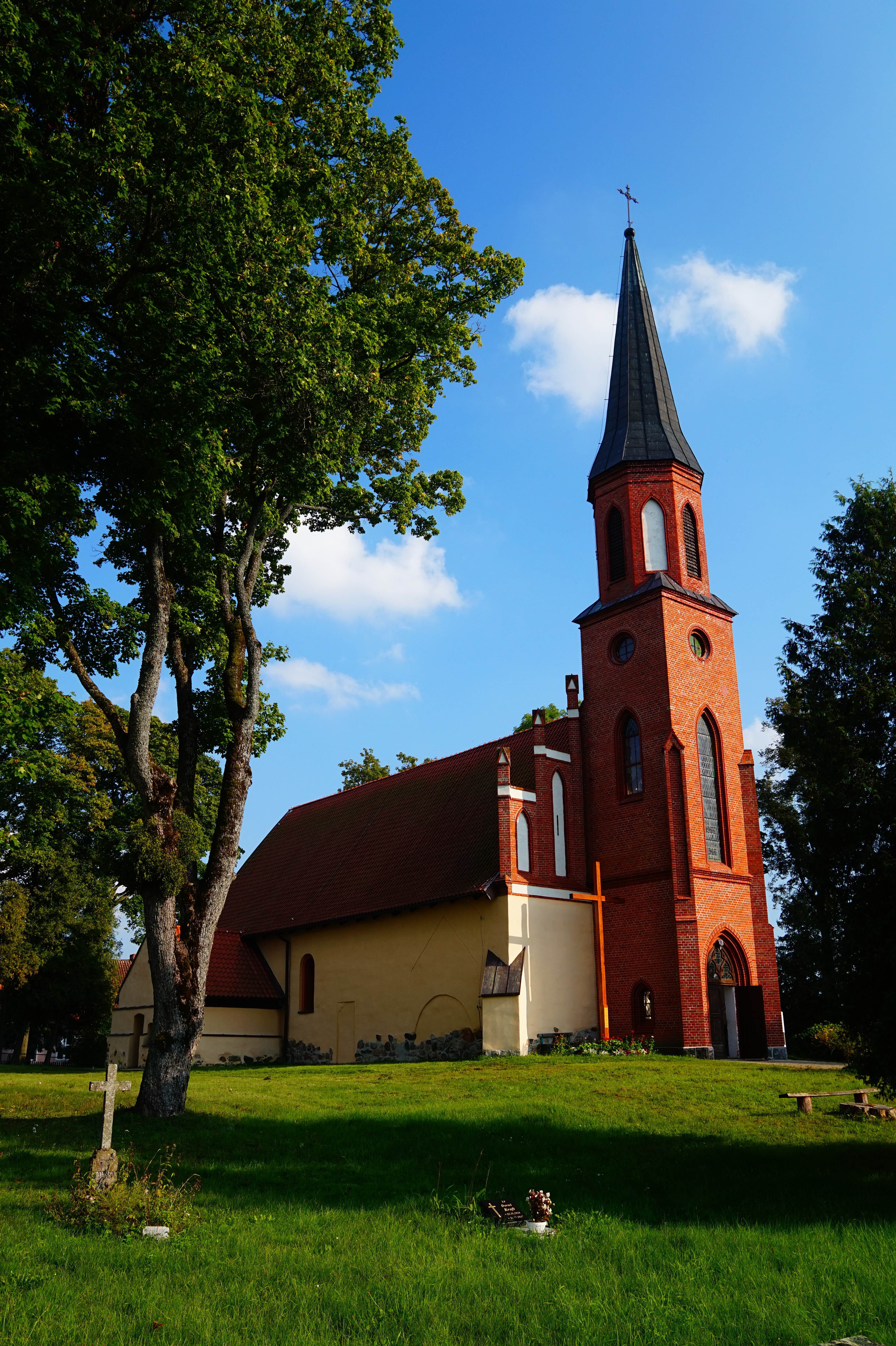
Die Kirche in Pieszkowo

### Evangelische Kirche
Die heutige Kirche in Pieszkowo ist die 1593 erbaute Nachfolgekirche einer ordenszeitlichen Kirche, die 1414 im Hungerkrieg stark beschädigt und im 16. Jahrhundert wegen Baufälligkeit abgerissen wurde. Der chorlose verputzte Feldsteinbau hat einen Westturm, der 1897 errichtet wurde und dabei einen zum wiederholten Male zerstörten Holzturm ablöste. Der Schnitzaltar entstand um 1593, die Kanzel von 1691 wird Johann Christoph Döbel zugeschrieben.
Der Friedhof an der alten Kirche wurde eingeebnet. Erhalten ist jedoch ein Gedenkstein für die Gefallenen des Ersten Weltkrieges aus dem Kirchspiel Petershagen, ebenso ein Steinkreuz auf dem Kirchhof.
Das Pfarrhaus hinter der Kirche ist erhalten. Es wurde renoviert.
Bis 1945 war die Kirche Petershagen ein evangelisches Gotteshaus. Die Pfarrei gehörte zum Superintendenturbezirk Landsberg im Kirchenkreis Preußisch Eylau in der Kirchenprovinz Ostpreußen der Kirche der Altpreußischen Union. Zu ihr gehörten im Jahre 1925 1.015 Gemeindeglieder. Das Kirchenpatronat oblag der Gutsherrschaft in Sieslack. Flucht und Vertreibung der einheimischen Bevölkerung in und nach dem Krieg setzten der evangelischen Gemeinde in Petershagen ein Ende.

### Römisch-katholische Kirche
Nach 1945 wurde das nunmehr Pieszkowo genannte Dorf von zahlreichen Neubürgern besiedelt. Diese waren fast ausnahmslos römisch-katholische Konfession und übernahmen das Kirchengebäude für sich. Am 5. April 1962 errichtete das damalige Bistum Ermland hier eine Pfarrei, deren Pfarrkirche nun den Namen „St. Maria Magdalena“ erhielt.
Pieszkowo gehört zum Dekanat Górowo Iławeckie im jetzigen Erzbistum Ermland.

## Verkehr
Pieszkowo liegt an der verkehrstechnisch bedeutenden polnischen Woiwodschaftsstraße 511 (hier im Abschnitt der ehemaligen deutschen Reichsstraße 134), die einstmals in Preußisch Eylau begann und heute von der russisch-polnischen Staatsgrenze über Górowo Iławeckie bis nach Lidzbark Warmiński (Heilsberg) führt.
Vor 1945 war Salwarschienen (polnisch Kanie Iławeckie) die nächste Bahnstation.

## Persönlichkeit
- Hans Eberhard von Tettau (1585–1653), preußischer Staatsmann, war ab 1619 Erbherr auf Petershagen